# Madeleine de Scudéry
Madeleine de Scudéry (Le Havre, 15 november 1607 – Parijs, 2 juni 1701) was een Frans schrijfster, wier werken enorm populair waren in de 17e eeuw, de Gouden Eeuw van Lodewijk XIV.

## Biografie
Scudéry was de jongere zus van Georges de Scudéry, tevens een erkend schrijver en onder wiens naam ze geregeld boeken publiceerde. Haar liefde voor lezen, zowel voor antieke als voor moderne geschriften, ontstond in de bibliotheek van haar oom, bij wie ze samen met haar moeder inwoonde na de dood van haar vader (ze was toen zeven). Daar ontwikkelde ze ook de vaardigheden nodig voor een succesvolle literaire carrière.
Na de dood van haar moeder verliet ze het huis van haar oom en ging ze inwonen bij haar broer Georges in Parijs, die daar ondertussen een carrière als schrijver had opgebouwd en opgenomen was in de hoogste literaire kringen, zoals het salon van Madame de Rambouillet. Parijs was toen het wetenschappelijke en culturele centrum van het verlichte Frankrijk. Ook Scudéry zette haar stempel in de literaire kring van het Hôtel de Rambouillet. Tegen 1640 stichtte ze haar eigen salon, La Société du Samedi.
Scudéry bleef heel haar leven alleenstaand. Geld was regelmatig een probleem. Haar enige inkomsten kwamen van de verkoop van haar werken, die goed liep. Als vrijgevochten vrouw in de 17e eeuw wordt Scudéry gezien als de eerste bluestocking van Frankrijk.

## Positie in het architectuurdebat
Scudéry kan zowel door haar romans als door de conversaties in haar salon gelinkt worden aan het architectuurdebat, maar architectuur was niet haar hoofdonderwerp. De conversaties in de salons werden gehouden onder de Franse bourgeoisie, vurige verdedigers van ‘al het schone en gecultiveerde’. Een fragment uit La promenade de Versailles toont dit aan: "Maar zegt Telamon, die een verruimde geest heeft en veel weet; je moet een algemene regel stellen, dat de Kunst de natuur verfraait; dat paleizen mooier zijn dan grotten, dat goed verzorgde tuinen aangenamer zijn dan schrale weilanden". De discussies in de salons van Scudéry moeten geplaatst worden in een algemene context van kunst, onderwijs en het individu in de samenleving. Katharina Krause ontleedt in haar boek Wie beschreibt man Architektur Scudérys roman La promenade de Versailles als een architectuurbeschrijvend werk en plaatst haar in een architecturale context.

## Haar werk
Samen met haar broer Georges en onder diens naam schreef Scudéry haar eerste roman Ibrahim ou L'illustre bassa (1642). Hij dacht de grote verhaallijnen uit en zij werkte de portretten van de personages uit, net als de gevoelsmatige analyses, brieven en conversaties. Ibrahim ou l'illustre bassa werd gepubliceerd in vier volumes, haar latere werken waren zelfs nog langer. Zowel Artemène ou le grand Cyrus (1649-1653) als Clélie, histoire romaine (1654-1660) werden gepubliceerd in tien delen. Ze ontlenen hun lengte aan de talloze uitgeschreven conversaties.
Critici onderzochten in hoeverre er een echte samenwerking was tussen broer en zus Scudéry, en in hoeverre het verantwoord was dat de romans op de naam van Georges de Scudéry gepubliceerd werden. Ibrahim ou L'illustre bassa(1641) en Les femmes illustres(1642) blijken echte samenwerkingen te zijn, in tegenstelling tot Lettres amoureuses (1641), dat aan Madeleine alleen is toe te schrijven. Ook in Artemène en Clélie blijkt de enige bijdrage van Georges het gebruik van zijn bekende naam.
Vanaf 1661 werden Scudérys boeken anoniem gepubliceerd (in 1654 had Georges de Scudéry Parijs moeten ontvluchten wegens een dreigende arrestatie in verband met de Fronde), maar deze werden als de hare geaccepteerd. In dat jaar publiceerde ze Celinte, nouvelle premiere. In dit werk en in Mathilde d'Aguilar (1667) werden conversaties belangrijker en prominenter dan in haar vroege werken. Conversaties domineerden de rest van haar literaire werken, zoals in La promenade à Versailles (1669). Het is wederom Krause die in haar boek Wie beschreibt man Architektur opmerkt dat Scudéry – in tegenstelling tot veel mannelijke auteurs van haar tijd – geen voorwoord of verklaringen neerschreef. Dit kan in verband gebracht worden met Scudérys Société du Samedi, ze schrijft zoals er conversaties gevoerd worden in haar salon.

## Madeleine als Sapho
De thema's aangehaald in de romans van Scudéry situeren zich meestal in de klassieke oudheid, maar hun taalgebruik en gedachten refereren aan moderne ideeën van de 17e-eeuwse verlichting. De personages in haar boeken kunnen vaak geïdentificeerd worden met tijdgenoten, zoals Paul Pellisson, die in haar roman Clélie werd opgevoerd als het personage ‘Herminius’. In Artemène ou le Grand Cyrus (1649-1653) schreef Scudéry over haar alter ego ‘Sapho’ (dit was de naam onder welke ze bekendstond bij vrienden). In het boek The Story of Sapho schrijft Karen Newman dat vele critici het autobiografische element vooropstellen en vergeten dat Scudéry ook verwees naar de historische figuur Sappho (Scudéry schrijft Sapho met één ‘p’, zoals het gespeld werd in het 17e-eeuwse Frankrijk). Sappho was een antieke schrijfster die op het Griekse eiland Lesbos net als Madeleine een soort literair salon leidde dat bestond uit haar vrienden, zowel mannen als vrouwen. Het verband met Madeleine hoeft men dus niet ver te zoeken.
Door het incorporeren van bestaande personen in haar verhalen behoren de romans van Scudéry tot de ‘romans à clef’ of sleutelromans, een literair genre uit de 17e eeuw dat bekende mensen portretteerde (vaak mensen uit het hofleven), vermomd in de gedaante van fictieve personages. Door dit te doen lokte Scudéry met haar boeken nieuwsgierigheid uit bij de lezers. Dit zorgde er mede voor dat haar boeken bestsellers waren in die periode, maar erna wat in de vergetelheid raakten.

## La promenade de Versailles
La Promenade de Versailles is een van de werken waardoor men Scudéry associeert met architectuur en waaruit het duidelijkst blijkt hoe ze over architectuur dacht. Het werk, geschreven in 1669, verhaalt een wandeling die Scudéry maakt door Versailles, in gezelschap van drie anderen: Glicère, Telamon en ‘de schone onbekende’. Het is een opeenvolging van conversaties over het paleis van Versailles en de tuinen.
Ook over het nut en de functie van een architectuurbeschrijving wordt gesproken. Hierbij is het Telamon die in architectuurbeschrijvingen gespecialiseerd blijkt te zijn, en aldus een hevig voorstander is van het beschrijven van gebouwen. Hij wil de gebouwen in bezit nemen en ziet schoonheid in planopbouw en andere architecturale elementen, terwijl Glicère alle beschrijvingen overslaat en geniet van ‘mooie’ architectuur. Ze wil erdoor wandelen, maar het niet in bezit nemen. Als Glicère beschrijvingen in een boek aantreft, slaat ze die over zonder ze te lezen. Telamon vindt dit echter een grote misvatting, want "dan zou het geheugen van de steden, de paleizen en de magnifieke tuinen verdwijnen met de tijd, aangezien men er geen beschrijvingen van zou maken en aangezien architectuur niet onsterfelijk is". Ook, zegt Telamon, zijn beschrijvingen nuttig voor de geest en de fantasie.
Scudérys personages theoretiseren de noodzakelijkheid van tekstuele beschrijvingen terwijl ze een rondleiding krijgen door het paleis van Versailles. Scudéry benadrukt in het begin van La promenade de Versailles (waarin ze de belangrijke functie van de gids aanhaalt, vertolkt door Scudéry zelf) de waarde van beschrijvingen voor het nageslacht: "If someone who knows how to write, describes Versailles very well, have no doubt that this description will be useful to posterity in understanding the Construction of this palace where so many great designs were conceived."
La promenade de Versailles moet binnen de context van haar tijd geplaatst worden, in de Gouden Eeuw van Lodewijk XIV, de Zonnekoning. Scudéry observeert en beschrijft het paleis van Versailles als de verpersoonlijking van zijn genialiteit en zet zo zijn kwaliteiten als eerbaar man in de verf. Lodewijk XIV wordt geëerd voor zijn steun aan de kunsten, de oprichting van de académies en zijn interesse in de wetenschappen. Lodewijk XIV hechtte een groot belang aan cultuur en moreel voorkomen.

## Commentaar op haar werk
Scudéry was tijdens haar leven enorm populair in Frankrijk. Haar werken waren bestsellers en werden gelezen tot in de 18e eeuw. Door deze aandacht kreeg ze ook kritiek te verduren. Ze had onvoorwaardelijke medestanders en bewonderaars zoals Ménage, die haar beschrijft als "cette savante fille", Chapelain, Huet en Boisot. Abbé de Pure zegt over Scudéry dat haar conversatie nog hoger stond dan haar literair werk.
Een van de kritieken was dat Scudérys romans veel te lang waren, met veel te veel conversaties. Ook de geloofwaardigheid was een twistpunt waar de critici over struikelden. Verder was er in de 17e eeuw discussie over het morele gevaar van romans voor de onervaren lezer. Verreweg de belangrijkste criticus was Nicolas Boileau, een tijdgenoot van Madeleine. In zijn Satire II (Boileau schreef negen afzonderlijke satires over literaire werken van tijdgenoten) noemde hij Scudéry iemand die schrijft zonder kunst, en die enkel gelezen wordt door dwazen. Later probeerde hij haar ook in diskrediet te brengen met parodieën.
Scudéry werd tevens bekritiseerd omdat zij in La promenade à Versailles architectuur zou beschrijven zonder de juiste terminologie te beheersen of architecturale achtergrond te bezitten. Scudéry was zich hiervan bewust en probeerde dit probleem te vermijden om zo haar hoogaangeschreven status in de literatuurwereld niet te verliezen. Ze gebruikte zo weinig mogelijk vakjargon en nergens in haar werken staat iets over de zuilenordes. Krause haalt deze problematiek aan in haar boek Wie beschreibt man Architektur, waarin ze opmerkt dat La promenade de Versailles niet te lezen valt als een architectuurbeschrijving, maar als een subjectieve weergave van wat ze ziet en voelt als ze naar het paleis van Versailles kijkt. Scudéry spreekt zelfs over de geur die ze opvangt in de tuinen.
Vanuit Engeland kwam er ook kritiek (de boeken van Scudéry werden na publicatie vertaald in het Engels). Charlotte Lennox (midden-18e-eeuws schrijfster) schaarde zich achter de critici die bang waren voor het effect van Scudérys boeken op de ‘gewone’ mens. Een andere criticus uit Engeland (Schotland) was Walter Scott, die haar boeken totaal ongeloofwaardig vond.